# Partit dels Socialistes de Galícia
El Partit dels Socialistes de Galícia (PSdeG-PSOE, en gallec Partido dos Socialistas de Galicia) és un partit polític socialdemòcrata. Federat al Partit Socialista Obrer Espanyol (PSOE), compta amb 927 consellers, diputats provincials i 25 diputats al Parlament de Galícia, i 10 al Congrés dels Diputats. Tenia 25.423 militants l'any 2000 (dades oficials, altres fonts xifren els afiliats en 10,500)
El seu Secretari General és Emilio Pérez Touriño, que dirigeix el partit des del 1998, i fou candidat el 2001 a la Xunta de Galícia. A les eleccions de 2005, el PSdeG-PSOE assolí 25 parlamentaris, i aconseguí posar fi a la majoria absoluta del PP que governava Galícia des dels anys 90, amb un pacte amb els nacionalistes gallecs del BNG, adquirí la Presidència de la Xunta de Galícia, amb Emilio Pérez Touriño com a president des del juliol de 2005.
A les eleccions del 2009 el PSdeG perd un diputat a la Corunya, donant així al PP la majoria absoluta i el PSdeG perd la presidència de la Xunta de Galícia. Emilio Pérez Touriño dimiteix com a secretari general del PSdeG, càrrec que va passar a ocupar Pachi Vázquez.
El col·lectiu de les joventuts del PSdeG-PSOE són les Joventuts Socialistes de Galícia (XSG).

## Resultats electorals

### Parlament de Galícia
| Parlament de Galícia |         |        |    |         |     |                            |                    |
| Any                  | Vots    | %      | #  | Escons  | +/– | Líder                      | Govern             |
| 1981                 | 193,456 | 19.62% | 3r | 16 / 71 | —   | Francisco Vázquez          | Oposició           |
| 1985                 | 361,946 | 28.67% | 2n | 22 / 71 | 6   | Fernando González Laxe     | Oposició (1985–87) |
| 1985                 | 361,946 | 28.67% | 2n | 22 / 71 | 6   | Fernando González Laxe     | Coalició (1987–90) |
| 1989                 | 433,256 | 32.68% | 2n | 28 / 75 | 6   | Fernando González Laxe     | Oposició           |
| 1993                 | 346,831 | 23.68% | 2n | 19 / 75 | 9   | Antolín Sánchez            | Oposició           |
| 1997                 | 310,508 | 19.46% | 3r | 15 / 75 | 4   | Abel Caballero             | Oposició           |
| 2001                 | 334,819 | 21.83% | 3r | 17 / 75 | 2   | Emilio Pérez Touriño       | Oposició           |
| 2005                 | 555,603 | 33.22% | 2n | 25 / 75 | 8   | Emilio Pérez Touriño       | Coalició           |
| 2009                 | 524,488 | 31.02% | 2n | 25 / 75 | =   | Emilio Pérez Touriño       | Oposició           |
| 2012                 | 297,584 | 20.61% | 2n | 18 / 75 | 7   | Pachi Vázquez              | Oposició           |
| 2016                 | 256,381 | 17.87% | 3r | 14 / 75 | 4   | Xoaquín Fernández Leiceaga | Oposició           |
| 2020                 | 252,537 | 19.38% | 3r | 14 / 75 | =   | Gonzalo Caballero          | Oposició           |
| 2024                 | 207,691 | 14.04% | 3r | 9 / 75  | 5   | José Ramón Gómez Besteiro  | Oposició           |

### Corts Generals
| Corts Generals |         |         |         |          |         |          |         |
| Any            | Galícia | Galícia | Galícia | Galícia  | Galícia | Galícia  | Galícia |
| Any            | Congrés | Congrés | Congrés | Congrés  | Congrés | Senat    | Senat   |
| Any            | Vots    | %       | #       | Diputats | +/–     | Senadors | +/–     |
| 1977           | 175,127 | 15.52%  | 2n      | 3 / 27   | —       | 0 / 16   | —       |
| 1979           | 177,298 | 17.32%  | 2n      | 6 / 27   | 3       | 3 / 16   | 3       |
| 1982           | 426,469 | 32.83%  | 2n      | 9 / 27   | 3       | 5 / 16   | 2       |
| 1986           | 458,376 | 35.76%  | 2n      | 11 / 27  | 2       | 6 / 16   | 1       |
| 1989           | 459,750 | 34.56%  | 2n      | 12 / 27  | 1       | 4 / 16   | 2       |
| 1993           | 569,899 | 35.95%  | 2n      | 11 / 26  | 1       | 4 / 16   | =       |
| 1996           | 574,491 | 33.54%  | 2n      | 9 / 25   | 2       | 4 / 16   | =       |
| 2000           | 389,999 | 23.71%  | 2n      | 6 / 25   | 3       | 4 / 16   | =       |
| 2004           | 682,684 | 37.19%  | 2n      | 10 / 24  | 4       | 4 / 16   | =       |
| 2008           | 750,492 | 40.64%  | 2n      | 10 / 23  | =       | 4 / 16   | =       |
| 2011           | 457,633 | 27.81%  | 2n      | 6 / 23   | 4       | 4 / 16   | =       |
| 2015           | 350,220 | 21.33%  | 3r      | 6 / 23   | =       | 2 / 16   | 2       |
| 2016           | 348,014 | 22.21%  | 2n      | 6 / 23   | =       | 3 / 16   | 1       |
| 2019 (I)       | 528,195 | 32.09%  | 1r      | 10 / 23  | 4       | 8 / 16   | 5       |
| 2019 (II)      | 465,026 | 31.25%  | 2n      | 10 / 23  | =       | 5 / 16   | 3       |

### Parlament Europeu
| Parlament Europeu |         |         |         |         |
| Any               | Galícia | Galícia | Galícia | Galícia |
| Any               | Vots    | %       | +/-     | #       |
| 1987              | 364,747 | 29.61%  | Nou     | 2n      |
| 1989              | 309,019 | 33.05%  | 3.44    | 2n      |
| 1994              | 288,341 | 24.80%  | 8.25    | 2n      |
| 1999              | 360,235 | 23.62%  | 1.18    | 2n      |
| 2004              | 416,573 | 36.20%  | 12.58   | 2n      |
| 2009              | 403,141 | 35.29%  | 0.91    | 2n      |
| 2014              | 222,195 | 21.78%  | 13.51   | 2n      |
| 2019              | 511,246 | 35.07%  | 13.29   | 1r      |
| 2024              | 303,689 | 26.96%  | 8.11    | 2n      |